# Acontia detrita
Acontia detrita là một loài bướm đêm thuộc họ Noctuidae. Nó được tìm thấy ở New South Wales và Queensland.
Sải cánh dài khoảng 15 mm. Adults have brown wings. The basal half of each forewing is variable patchy pale brown và the marginal half is dark brown. The hindwings are brown, fading somewhat toward the bases.